# Yehudah ben David Hayyuj
Yehudah ben David Hayyuj (in arabo يحيى بن حيوج الفاسي‎?; Fès, 945 – Cordova, 1012) è stato un rabbino e linguista marocchino.

## Biografia

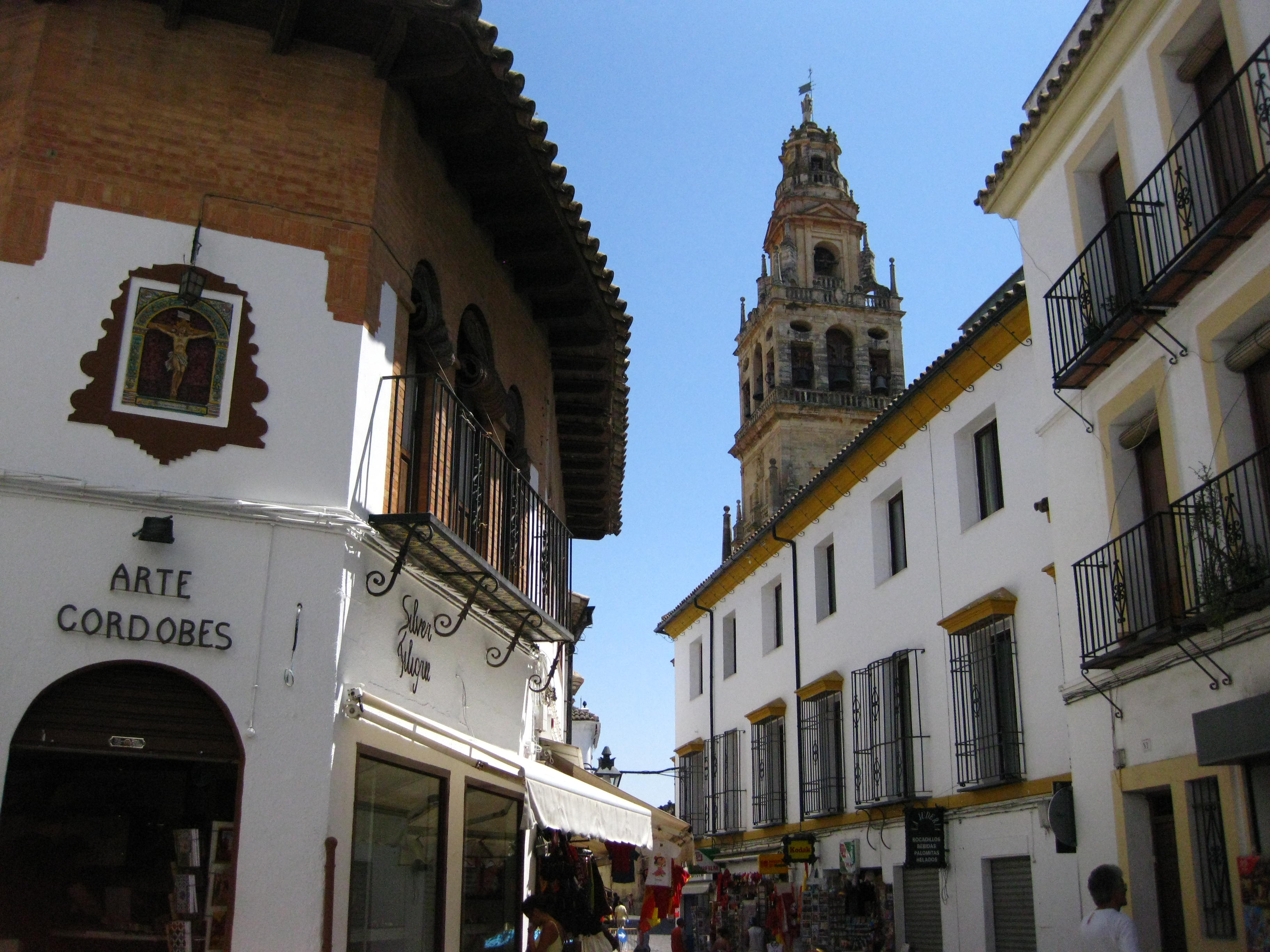
La Judería, antico quartiere ebraico di Cordova

È considerato il padre della grammatica scientifica della lingua ebraica. Nonostante fosse nato a Fez in Marocco, si trasferì a Cordova in giovane età e risulta che vi sia rimasto fino alla morte. Fu allievo di Menahem ben Saruq, che in seguito si troverà a difendere contro gli attacchi di Dunash ben Labrat e i suoi seguaci. Nel corso della propria vita elaborò le proprie teorie sulla grammatica ebraica, che poi avrebbe dovuto sostenere in opposizione alle teorie del suo maestro. La sua perfetta conoscenza della letteratura sulla grammatica araba lo portò ad applicare alla grammatica ebraica le teorie elaborate dai grammatici arabi, diventando così il fondatore dello studio scientifico di tale disciplina. Prima di lui gli studiosi trovavano grandi difficoltà a spiegare, seguendo le regole della morfologia ebraica, le divergenze tra i verbi regolari (o verbi forti) e gli irregolari (o verbi deboli). In questo campo regnava una confusione apparentemente senza speranza di soluzione, e fu messa molta ingenuità nel tentativo di scoprire i principi che regolavano la coniugazione dei verbi. Dunash ben Labrat segnalò l'inconsistenza dell'asserzione di Menahem ben Saruq secondo la quale in ebraico ci fossero rispettivamente temi con tre lettere, temi con due lettere e temi con una lettera. Ma se questa segnalazione era sulla retta via verso la soluzione del problema, soltanto Hayyuj riuscì ad arrivare al traguardo, quando scoprì ed affermò che tutti i temi dell'ebraico consistono in tre lettere; e che quando una di queste è una vocale, tale lettera può essere considerata come nascosta in diverse maniere nelle varie forme verbali.
Hayyuj esercitò una fondamentale influenza sulle generazione successive da allora ad oggi. Con poche eccezioni, tra cui il caraita Aronne di Gerusalemme, tutti i seguenti grammatici ebraici basarono, e basano, la loro opera sulla sua. I termini tecnici tuttora impiegati nelle correnti grammatiche ebraiche sono per la maggior parte semplici traduzioni dei termini arabi adoperati da Hayyuj. Le sue prime tre opere furono tradotte due volte in ebraico: prima da Moses ibn Gikatilla, poi da Abraham ibn ‛Ezra.

## Opere
- Kitab al-Af'al Dhawat Haruf al-Lin (Il libro dei verbi che contengono lettere deboli). Scritto per rendere concrete le sue teorie, è tuttora il trattato sul quale si basa la fama dell'autore. È diviso in tre parti:

1. La prima si occupa dei verbi la cui prima radicale è una lettera debole.
2. La seconda dei verbi la cui seconda radicale è debole.
3. La terza dei verbi nei quali la terza radicale è debole.

In ciascuna delle tre parti Hayyuj scrive quella che egli considera una lista completa dei verbi che appartengono alla classe in questione, elenca varie forme del verbo, e quando necessario aggiunge brevi commenti e spiegazioni. All'inizio di ogni divisione una serie di capitoli introduttivi descrive sistematicamente i principi che sottostanno alla formazione dei temi appartenenti alla rispettiva divisione.
- Kitab al-Af'al al Dhawat Mathalain (Il libro dei verbi che contengono lettere doppie). Costituisce un supplemento al trattato precedente, nel quale stabilisce i principi che governano i verbi la cui seconda e terza radicale sono uguali. Elenca una lista di tali verbi, con le loro varie forme come sono presenti nella Bibbia.
- Kitab al-Tanqit (Il libro della punteggiatura). Probabilmente eseguito prima dei due trattati principali, descrive le caratteristiche che sottostanno all'uso massoretico dell vocali e delle parole accentate. Questa opera si occupa soprattutto dei nomi, ed ha fini più pratici che teorici.
- Kitab al-Naif o Kitab al-Nutaf (Il libro degli estratti). Ne è sopravvissuto soltanto un frammento, pubblicato per la prima volta nel 2001, oltre a citazioni da parte di autori a lui successivi. Il libro era un supplemento alle sue due opere grammaticali relative al verbo, e nel quale elencò i verbi omessi nei trattati precedenti; anticipando l'opera Kitab al-Mustalhaq di Abu al-Walid Marwan ibn Janah, che ebbe lo stesso scopo. Raggruppò e commentò i temi verbali in questione non in ordine alfabetico, ma nell'ordine nel quale sono presenti nella Bibbia.

### Edizioni moderne
- Edwald and Dukes, Beiträge zur Geschichte der Aeltesten Auslegung und Spracherklärung des Alten Testaments, Stoccarda, 1844. (i.123, ii 155; vol.iii. Contiene le traduzioni dell'opera di Hayyuj eseguite da Abraham ibn ‛Ezra.

(Vedi anche: Collegamenti esterni)
- John W. Nutt, Two Treatises on Verbs Containing Treble and Double Letters by R. Jehuda Hayug of Fez: From a Hebrew Translation of the Original Arabic by R. Moses Gilkatilla of Cordova; to Which Is Added the (Arabic text of the) Treatise on Punctuation by the Same Author, Translated by Aben Ezra: edited from Bodleian MSS. with an english Translation. Londra e Berlino, 1870

(Vedi anche: Collegamenti esterni)
- M. Jastrow, Jr., The Weak and geminative Verbs in Hebrew by... Hayyug, the Arabic Text Now Published for the First Time. Leida, 1897.

(Vedi anche: Bacher in "J.Q.R." xi.504-514)

### Edizioni contemporanee
- Nasir Basal, Kitab al-Nutaf by Judah Hayyuj. A Critical Edition Texts and Studies in the hebrew Language and Related Subjects 11. Tel Aviv, 2001.